# Mistrovství Evropy v zápasu řecko-římském 2007
Mistrovství Evropy v zápasu v řecko-římském za rok 2007 proběhlo v Zimním paláci sportu v Sofii, Bulharsko ve dnech 19.-20. dubna 2007.

## Česká stopa
- -55 kg – Jan Hocko
- -60 kg – Petr Švehla
- -66 kg – Tomáš Sobecký
- -84 kg – Vojtěch Kukla
- -96 kg – Marek Švec
- -120 kg – David Vála

## Program
- ČT – 19.04.2007 – muži (−55 kg, −66 kg, −84 kg, −120 kg)
- PA – 20.04.2007 – muži (−60 kg, −74 kg, −96 kg)

## Výsledky

### Muži
| Kategorie | Zlato                     | Stříbro                  | Bronz                    | Bronz                       |
| --------- | ------------------------- | ------------------------ | ------------------------ | --------------------------- |
| −55 kg    | Rovšan Bajramov (AZE)     | Zaur Kuramagomedov (RUS) | Kristijan Fris (SRB)     | Vugar Rahimov (UKR)         |
| −60 kg    | Eusebiu Diaconu (ROU)     | Stig-André Berge (NOR)   | Suren Gevorgjan (UKR)    | Jarkko Ala-Huikku (FIN)     |
| −66 kg    | Nikolaj Gergov (BUL)      | Oleksandr Chvošč (UKR)   | Marcus Thätner (GER)     | Refik Ayvazoğlu (TUR)       |
| −74 kg    | Manučar Kvirkvelija (GEO) | Reto Bucher (SUI)        | Michail Ivančenko (RUS)  | Valdemaras Venckaitis (LTU) |
| −84 kg    | Alexej Mišin (RUS)        | Jan Fischer (GER)        | Andrea Minguzzi (ITA)    | Mélonin Noumonvi (FRA)      |
| −96 kg    | Ramaz Nozadze (GEO)       | Jimmy Lidberg (SWE)      | Vasilij Těplouchov (RUS) | Balázs Kiss (HUN)           |
| −120 kg   | Chasan Barojev (RUS)      | David Vála (CZE)         | Jalmar Sjöberg (SWE)     | İsmail Güzel (TUR)          |